# وحید طالب‌لو
وحید طالب‌لو (زاده ۵ خرداد ۱۳۶۱، تهران) بازیکن سابق فوتبال اهل ایران، یکی از دروازه‌بانان تیم ملی فوتبال ایران در مسابقات جام ملت‌های آسیا ۲۰۰۷ و هم‌چنین جام جهانی ۲۰۰۶ بوده است.
او در بازی‌های جام جهانی به عنوان ذخیرهٔ ابراهیم میرزاپور و در بازی‌های جام ملت‌های آسیا نیز به عنوان دروازه‌بان ذخیرهٔ حسن رودباریان در خدمت تیم ملی فوتبال ایران بوده است و یک بازی در این تورنمنت مقابل کره جنوبی برای تیم ملی ایران انجام داد؛ از این مسابقات او تنها در مسابقه ایران و کره جنوبی از مرحله یک چهارم نهایی جام ملت‌های آسیا و از دقیقه ۱۲۰ و برای ضربات پنالتی جایگزین حسن رودباریان شد. او از تیم امید استقلال به بزرگسالان استقلال آمد. او برای اولین بار در لیگ برتر فوتبال ایران در فصل ۸۲–۸۳ مقابل تیم سپاهان اصفهان به میدان رفت.

## آغاز محبوبیت

### بهترین پنالتی‌گیر
او در فصل ۸۴–۸۵ لیگ برتر فوتبال ایران با مهار سه ضربه پنالتی در طول فصل به عنوان بهترین پنالتی گیر ایران معرفی شد. او در فصل ۸۵–۸۶ نیز با مهار ضربه پنالتی مهرزاد معدنچی در دیدار با پرسپولیس تهران بر محبوبیت خود نزد هواداران استقلال افزود.
او در فصل ۸۶–۸۷ و در مسابقات جام حذفی کشور در مسابقه استقلال-ذوب آهن از مرحله یک شانزدهم نهائی جام حذفی که به ضربات پنالتی کشیده شده بود، با مهار ۳ ضربه از ۴ ضربه پنالتی بازیکنان ذوب آهن، باعث صعود تیمش به مرحله بعدی شد. او در مرحله بعدی این مسابقات و در مصاف استقلال با راه‌آهن نیز که با نتیجه مساوی ۲ بر ۲ به ضربات پنالتی کشیده شد، با مهار ۳ ضربه پنالتی باعث صعود استقلال به مرحله نیمه نهائی جام حذفی شد.
در مرحله نیمه نهائی نیز بازی تیم‌های استقلال تهران و فولاد خوزستان پس از تساوی ۱–۱ در وقت قانونی و اضافی به ضربات پنالتی کشیده شد و باز هم وحید طالب لو با مهار ۲ پنالتی از بازیکنان فولاد خوزستان توانست باعث پیروزی تیم استقلال و رساندن این تیم به فینال این مسابقات شود.

### عابدزاده دوم
بسیاری از کارشناسان فوتبال پس از موفقیت دو ساله وحید طالب‌لو از سال ۸۴ تا سال ۸۶ در مسابقات داخلی و ملی فوتبال او را با احمدرضا عابدزاده اسطوره دروازه‌بانی فوتبال ایران مقایسه می‌کردند و او را عابدزاده دوم می‌نامیدند.

### قهرمانی با استقلال تهران
او در فصل ۸۴–۸۵ با درخشش خود در دروازه تیم استقلال تهران یکی از عوامل قهرمانی این تیم در آن سال شمرده می‌شود. او در بازی سی‌ام استقلال تهران با برق شیراز که در حضور ۱۰۰ هزار هوادار استقلال تهران برگزار شد و به برد ۴ بر ۱ استقلال تهران و هم چنین قهرمانی این تیم برای اولین بار در لیگ برتر فوتبال ایران منجر شد، با مهار ضربه پنالتی محسن پاک نیت در دقیقه ۸۳ بر محبوبیت خود نزد هواداران استقلال افزود و همچنین اسم خود را به عنوان یکی از بازیکنان تأثیرگذار بر این قهرمانی به ثبت رسانید.

## لیگ برتر فوتبال ایران فصل ۸۶–۸۷
او که به عنوان یکی از برترین دروازه‌بانان ایران شناخته می‌شد در لیگ برتر فوتبال ایران فصل ۸۶–۸۷ دچار افت شدیدی شد که بسیاری از کارشناسان فوتبال علت این افت را عدم حضور رقیبی در حد وحید طالب‌لو در کنار او و همچنین عدم آرامش او می‌دانستند.

## عملکرد باشگاهی
| عملکرد باشگاهی    | عملکرد باشگاهی                                                                    | لیگ برتر                                                                          | لیگ برتر                                                                          | جام حذفی                                                                          | جام حذفی                                                                          | آسیا                                                                              | آسیا                                                                              | جمع                                                                               | جمع                                                                               |
| فصل               | باشگاه                                                                            | بازی                                                                              | کلین شیت                                                                          | بازی                                                                              | کلین شیت                                                                          | بازی                                                                              | کلین شیت                                                                          | بازی                                                                              | کلین شیت                                                                          |
| ----------------- | --------------------------------------------------------------------------------- | --------------------------------------------------------------------------------- | --------------------------------------------------------------------------------- | --------------------------------------------------------------------------------- | --------------------------------------------------------------------------------- | --------------------------------------------------------------------------------- | --------------------------------------------------------------------------------- | --------------------------------------------------------------------------------- | --------------------------------------------------------------------------------- |
| ۱۳۹۵–۱۳۹۶         | فولاد                                                                             | ۱۴                                                                                | ۶                                                                                 | ۳                                                                                 | ۲                                                                                 | _                                                                                 | _                                                                                 | ۱۷                                                                                | ۸                                                                                 |
| مجموع فولاد       | مجموع فولاد                                                                       | ۱۴                                                                                | ۶                                                                                 | ۳                                                                                 | ۲                                                                                 | _                                                                                 | _                                                                                 | ۱۷                                                                                | ۸                                                                                 |
| ۱۳۹۴–۱۳۹۵         | استقلال                                                                           | ۴                                                                                 | ۰                                                                                 | ۱                                                                                 | ۱                                                                                 | _                                                                                 | _                                                                                 | ۵                                                                                 | ۱                                                                                 |
| ۱۳۹۳–۱۳۹۴         | استقلال                                                                           | ۲                                                                                 | ۱                                                                                 | ۰                                                                                 | ۰                                                                                 | _                                                                                 | _                                                                                 | ۲                                                                                 | ۱                                                                                 |
| مجموع استقلال     | مجموع استقلال                                                                     | ۶                                                                                 | ۱                                                                                 | ۱                                                                                 | ۱                                                                                 | _                                                                                 | _                                                                                 | ۷                                                                                 | ۲                                                                                 |
| ۱۳۹۳–۱۳۹۴         | راه‌آهن                                                                            | ۴                                                                                 | ۱                                                                                 | ۱                                                                                 | ۰                                                                                 | _                                                                                 | _                                                                                 | ۵                                                                                 | ۱                                                                                 |
| ۱۳۹۲–۱۳۹۳         | راه‌آهن                                                                            | ۵                                                                                 | ۱                                                                                 | ۰                                                                                 | ۰                                                                                 | _                                                                                 | _                                                                                 | ۵                                                                                 | ۱                                                                                 |
| مجموع راه‌آهن      | مجموع راه‌آهن                                                                      | ۹                                                                                 | ۲                                                                                 | ۱                                                                                 | ۰                                                                                 | _                                                                                 | _                                                                                 | ۱۰                                                                                | ۲                                                                                 |
| ۱۳۹۱–۱۳۹۲         | به دلیل مصدومیت شدید از ناحیه دست در این فصل در هیچ تیمی مشغول به بازی نبوده است. | به دلیل مصدومیت شدید از ناحیه دست در این فصل در هیچ تیمی مشغول به بازی نبوده است. | به دلیل مصدومیت شدید از ناحیه دست در این فصل در هیچ تیمی مشغول به بازی نبوده است. | به دلیل مصدومیت شدید از ناحیه دست در این فصل در هیچ تیمی مشغول به بازی نبوده است. | به دلیل مصدومیت شدید از ناحیه دست در این فصل در هیچ تیمی مشغول به بازی نبوده است. | به دلیل مصدومیت شدید از ناحیه دست در این فصل در هیچ تیمی مشغول به بازی نبوده است. | به دلیل مصدومیت شدید از ناحیه دست در این فصل در هیچ تیمی مشغول به بازی نبوده است. | به دلیل مصدومیت شدید از ناحیه دست در این فصل در هیچ تیمی مشغول به بازی نبوده است. | به دلیل مصدومیت شدید از ناحیه دست در این فصل در هیچ تیمی مشغول به بازی نبوده است. |
| ۱۳۹۰–۱۳۹۱         | شاهین بوشهر                                                                       | ۲۹                                                                                | ۹                                                                                 | ۳                                                                                 | ۳                                                                                 | _                                                                                 | _                                                                                 | ۳۲                                                                                | ۱۲                                                                                |
| مجموع شاهین بوشهر | مجموع شاهین بوشهر                                                                 | ۲۹                                                                                | ۹                                                                                 | ۳                                                                                 | ۳                                                                                 | _                                                                                 | _                                                                                 | ۳۲                                                                                | ۱۲                                                                                |
| ۱۳۸۹–۱۳۹۰         | استقلال                                                                           | ۲۰                                                                                | ۶                                                                                 | ۲                                                                                 | ۰                                                                                 | ۲                                                                                 | ۰                                                                                 | ۲۴                                                                                | ۶                                                                                 |
| ۱۳۸۸–۱۳۸۹         | استقلال                                                                           | ۲۴                                                                                | ۹                                                                                 | ۰                                                                                 | ۰                                                                                 | ۰                                                                                 | ۰                                                                                 | ۲۴                                                                                | ۹                                                                                 |
| ۱۳۸۷–۱۳۸۸         | استقلال                                                                           | ۳۳                                                                                | ۱۱                                                                                | ۱                                                                                 | ۰                                                                                 | ۵                                                                                 | ۰                                                                                 | ۳۹                                                                                | ۱۱                                                                                |
| ۱۳۸۶–۱۳۸۷         | استقلال                                                                           | ۲۹                                                                                | ۵                                                                                 | ۶                                                                                 | ۱                                                                                 | _                                                                                 | _                                                                                 | ۳۵                                                                                | ۶                                                                                 |
| ۱۳۸۵–۱۳۸۶         | استقلال                                                                           | ۲۱                                                                                | ۵                                                                                 | ۰                                                                                 | ۰                                                                                 | _                                                                                 | _                                                                                 | ۲۱                                                                                | ۵                                                                                 |
| ۱۳۸۴–۱۳۸۵         | استقلال                                                                           | ۱۸                                                                                | ۹                                                                                 | ۱                                                                                 | ۱                                                                                 | _                                                                                 | _                                                                                 | ۱۹                                                                                | ۱۰                                                                                |
| ۱۳۸۳–۱۳۸۴         | استقلال                                                                           | ۹                                                                                 | ۳                                                                                 | ۰                                                                                 | ۰                                                                                 | _                                                                                 | _                                                                                 | ۹                                                                                 | ۳                                                                                 |
| ۱۳۸۲–۱۳۸۳         | استقلال                                                                           | ۱۲                                                                                | ۵                                                                                 | ۱                                                                                 | ۰                                                                                 | _                                                                                 | _                                                                                 | ۱۳                                                                                | ۵                                                                                 |
| مجموع استقلال     | مجموع استقلال                                                                     | ۱۶۶                                                                               | ۵۳                                                                                | ۱۱                                                                                | ۲                                                                                 | ۷                                                                                 | ۰                                                                                 | ۱۸۴                                                                               | ۵۵                                                                                |
| مجموع آمار        | مجموع آمار                                                                        | ۲۲۴                                                                               | ۷۱                                                                                | ۱۹                                                                                | ۸                                                                                 | ۷                                                                                 | ۰                                                                                 | ۲۵۰                                                                               | ۷۹                                                                                |

نکته ۱: وحید طالب‌لو با پیراهن استقلال کلا ۱۹۱ بازی انجام داده و موفق به ثبت ۵۷ کلین شیت شده است.
نکته ۲: وحید طالب‌لو در ۱۹۱ بازی انجام داده برای استقلال ۱۹۲ گل خورده است.
نکته ۳: وحید طالب‌لو با پیراهن استقلال در برابر ۳۵ پنالتی ایستاده است که موفق به مهار ۱۸ پنالتی شده است (پنالتی‌های آخر بازی در جام حذفی نیز محاسبه شده است)

## افتخارات

### استقلال
- نایب قهرمانی در جام حذفی ۸۳–۱۳۸۲
- قهرمانی در لیگ برتر ۸۵–۱۳۸۴
- قهرمانی در جام حذفی ۸۷–۱۳۸۶
- قهرمانی در لیگ برتر ۸۸–۱۳۸۷
- نایب قهرمانی در جام حذفی ۹۵–۱۳۹۴

### شاهین بوشهر
- نایب قهرمانی در جام حذفی ۹۱–۱۳۹۰

## خداحافظی از فوتبال
وحید طالب لو در لیگ پانزدهم در استقلال بازی می‌کرد اما در پایان این فصل و با انتخاب علیرضا منصوریان به عنوان سرمربی این تیم نامش در لیست خروج باشگاه قرار گرفت.
طالب لو لیگ شانزدهم را برای فولاد بازی کرد اما در فصل بعد به دلیل مسائل خانوادگی ترجیح داد بیرون از فوتبال باشد و در ابتدای لیگ هجدهم، تصمیم بر خداحافظی از دنیای فوتبال گرفت.

## آمریکا
طالب‌لو دربارهٔ دلیل حضورش در آمریکا گفت: «همان زمان که خداحافظی کردم چند پیشنهاد خوب از ایران داشتم اما من شرایطم طوری بود که نمی‌توانستم در ایران باشم و ترجیح می‌دهم در زمینه مربیگری بیشتر تجربه کسب کنم و اطلاعات به دست بیاورم و با تفکرات بهتر و حرفه ای تر وارد این بخش شوم.
در حال حاضر هم در آمریکا دارم با تیم‌های پایه کار می‌کنم و اکثر بازیکنان بزرگ دنیا از همین‌جا شروع می‌کنند و باید پله به پله بالا آمد. شما نگاه کنید زیدان از تیم پایه‌های رئال شروع کرد و تیم‌های پایه به آدم زمان آزمون و خطا می‌دهد تا حرفه ای تر وارد دنیای مربیگری شد.

## هنرپیشگی
- به خاطر مونا (۱۳۹۱)